# Luci Memmi Pol·lió
Luci Memmi Pol·lió (en llatí Lucius Memmius Pollio) va ser un magistrat romà del segle i. Formava part de la gens Mèmmia, una gens romana d'origen plebeu.
Va ser nomenat cònsol sufecte l'any 49. Era un dels devots d'Agripina, la darrera dona de l'emperador Claudi, la qual el va utilitzar per afavorir el matrimoni de Neró, el fill d'Agripina, amb Octàvia, la filla de Claudi.